# Werner Grebe
Werner Grebe (* 2. Februar 1935 in Netphen) ist ein deutscher Bibliothekar und Hochschullehrer für Bibliotheks- und Informationswesen.

## Leben und Wirken
Werner Grebe ließ sich zunächst als Facharbeiter ausbilden und war einige Zeit berufstätig, bis er dann das Studium der Fächer Geschichte, Germanistik und Politikwissenschaft begann und nach dem Staatsexamen für den höheren Schuldienst im Jahre 1965 zwei Jahre später (1967) an der Universität Köln promovierte. Im selben Jahr trat er als Bibliotheksreferendar an der Universitäts- und Stadtbibliothek Köln in die Ausbildung für den höheren Bibliotheksdienst ein und legte am Bibliothekar-Lehrinstitut des Landes Nordrhein-Westfalen 1969 die Fachprüfung hierfür ab. Anschließend lehrte er zunächst als Dozent, seit 1977 als Bibliotheksdirektor und ab 1982 bis 1999 als Professor an dieser Bildungseinrichtung, die später an der Fachhochschule Köln den Fachbereich Bibliotheks- und Informationswesen bildete. Schwerpunkte seiner Lehrtätigkeit vor allem für den mittleren und gehobenen Dienst an Bibliotheken waren die Bereiche Bibliographie/Information sowie Buch- und Medienkunde. Außerdem betätigt er sich als Exlibris-Sammler und ist aktiv in der Kölner Bibliophilen-Gesellschaft.
Seine Kinder sind die Kunsthistorikerin Anja Grebe und der Kabarettist Rainald Grebe.

## Schriften
- Erzbischof Arnold I. von Köln in der Reichs- und Territorialpolitik. Wamper, Köln 1969 (Dissertation Universität Köln).
- Studien zur geistigen Welt Rainalds von Dassel. In: Annalen des Historischen Vereins für den Niederrhein, Bd. 171 (1969), S. 5–44.
- Über den ältesten bekannten Kölner Notendruck. In: Musica sacra, Bd. 90 (1970), S. 17–19.
- Die Urkundenarengen des Kölner Erzbischofs Arnold von Wied (1151–1156). In: Annalen des Historischen Vereins für den Niederrhein, Bd. 173 (1971), S. 205–209.
- Kaisertum und Papsttum in der Vorstellung und in der Politik Friedrich Barbarossas und Rainalds von Dassel. In: Jahrbuch des Kölnischen Geschichtsvereins, Bd. 45 (1974), S. 1–14.
- Trivialliteratur und literarische Wertung. In: Aus dem Antiquariat. Beilage / Börsenblatt für den Deutschen Buchhandels, Bd. 95 (1974), S. 337–344.
- Rainald von Dassel im Urteil unserer und seiner Zeit. In: Jahrbuch des Kölnischen Geschichtsvereins, Bd. 47 (1976), S. 115–122.
- Karl May. Werke, Leser, Legenden. In: Börsenblatt für den Deutschen Buchhandel, Bd. 32 (1976), S. 249–256.
- Rainald von Dassel als Reichskanzler Friedrich Barbarossas (1156–1159). In: Jahrbuch des Kölnischen Geschichtsvereins, Bd. 49 (1978), S. 49–74.
- (mit Brigitte Galsterer): Nucleus bibliographicus specialis (= Bibliographische Hefte / Bibliothekar-Lehrinstitut des Landes Nordrhein-Westfalen, H. 8). Greven, Köln 1980, ISBN 3-7743-0608-7.
- Cato in latein und deutsch. [Marcus Porcius] Cato [angebl. Verf.] Übers. u. mit Komm. vers. von Werner Grebe (= Alte Kölner Volksbücher um 1500, Bd. 4). Bibliophilen-Gesellschaft, Köln 1982, ISBN 3-87909-122-6.
- Der Kölner Frühdrucker Johann Landen und die Druckwerke seiner Offizin (= Buchwissenschaftliche Beiträge aus dem Deutschen Bucharchiv München, Bd. 6). Harrassowitz, Wiesbaden 1983, ISBN 3-447-02438-0.
- Aktives Lesen. 20 Bücher, gelesen und vorgestellt von 22 kaufmännischen Auszubildenden der Bayer AG, Leverkusen. Literaturseminare mit Werner Grebe. Leverkusen 1987.
- Sibyllen Weissagung. Faksimileausgabe des Volksbuches um 1525. Mit Einführung, Übersetzung und Anmerkungen / hrsg. von Werner Grebe (= Alte Kölner Volksbücher um 1500, Bd. 6). Bibliophilen-Gesellschaft, Köln 1989, ISBN 3-87909-233-8.
- 70 Jahre Bibliophilen-Gesellschaft. In Birgit Boge: 70 Jahre Bibliophilen-Gesellschaft Köln 1930–2000. Bibliophilen-Gesellschaft, Köln 2002, S. 7–54.
- Der Buchkünstler Melchior Lechter als Gestalter von Exlibris. In: Illustration, Bd. 38 (2001), S. 64–66.
- Rudolf Koch als Exlibriskünstler. In: Illustration, Bd. 39 (2002), S. 16–18.
- Eduard Prüssen Fünfundsiebzig. Ein Rückblick. Hanstein-Verlag, Köln 2005, ISBN 978-3-9807147-7-8.
- Hugo Steiner-Prag. Ein Leben für das schöne Buch. In: Marginalien. Zeitschrift für Buchkunst und Bibliophilie, Jg. 2009, H. 193, S. 12–23.
- Emil Preetorius als Exlibriskünstler. In: Michael Buddeberg (Hrsg.): Emil Preetorius – Ein Leben für die Kunst (1883–1973). Hirmer, München 2015, S. 37–42, ISBN 978-3-7774-2404-0.
- Meine Köln Exlibris von Andreas Raub. In: Graphische Kunst, Jg. 2018, H. 1, S. 12–15.